# 宮城県道260号利府停車場総合運動公園線
宮城県道260号利府停車場総合運動公園線（みやぎけんどう260ごう りふていしゃじょうそうごううんどうこうえんせん）は、宮城県宮城郡利府町のJR東北本線利府駅から同県同郡同町の宮城県総合運動公園に至る一般県道である。

## 概要

### 路線データ
- 起点：利府停車場[1]
- 終点：宮城県総合運動公園[1]
- 実延長：2,532.6 m[2]

## 路線状況

### 重複区間
- 宮城県道3号塩釜吉岡線：利府町中央 - 利府町中央（宮城県道8号仙台松島線交点）

## 地理

### 通過する自治体
- 宮城郡利府町

### 交差する道路
- 宮城県道3号塩釜吉岡線（宮城郡利府町中央）
- 宮城県道3号塩釜吉岡線・宮城県道8号仙台松島線（宮城郡利府町中央）
- 宮城県道3号塩釜吉岡線（宮城郡利府町利府）
- 宮城県道270号利府岩切停車場線（宮城郡利府町菅谷台・終点）

### 沿線の施設
- JR東北本線利府駅
- 利府郵便局
- 利府ペアガーデン
- 利府町役場
- イオンモール新利府北館
- 宮城県総合運動公園
  - 宮城スタジアム（キューアンドエースタジアムみやぎ）
  - 宮城県総合運動公園総合体育館（セキスイハイムスーパーアリーナ）